# Haus Tenge

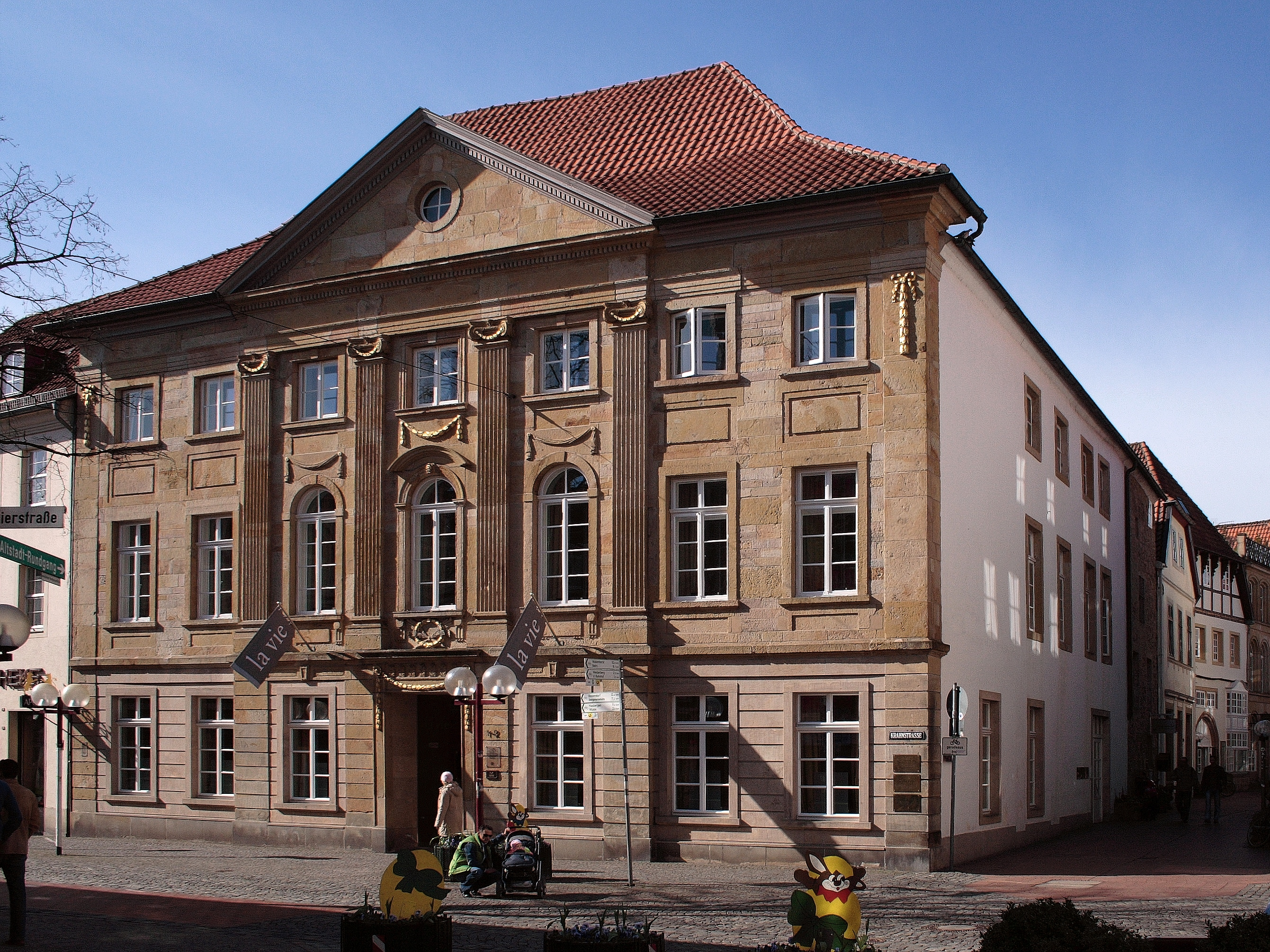
Haus Tenge mit Restaurant „la vie“ (2006)

Das Haus Tenge ist ein unter Denkmalschutz stehendes klassizistisches Wohn- und Geschäftshaus mit Steinwerk in Osnabrück (Niedersachsen). Der Stahlunternehmer Jürgen Großmann betrieb darin bis 2018 das Gourmetrestaurant „la vie“, das zuletzt mit drei Guide-Michelin-Sternen ausgezeichnet war.

## Geschichte

### Bau und Besitz der Familie Tenge
Gegenüber dem Osnabrücker Rathaus baute Ernst Friedrich Tenge (1759–1824) in den Jahren 1813 und 1814 in der Krahnstraße ein Wohn- und Geschäftshaus. Tenge gehörte zu einer angesehenen Osnabrücker Familie, die von dem aus Ibbenbüren zugezogenen und 1572 als Bürger der Osnabrücker Altstadt verzeichneten Schmied Johann Tenge abstammt. Die Mitglieder der Familie waren Kaufleute, Mitglieder des Krameramts, Leinen- und Weinhändler, Tabakfabrikanten, betrieben eine Brauerei und gehörten dem Rat der Neustadt an. Ernst Friedrich Tenge besuchte das Ratsgymnasium, lebte einige Zeit in Amsterdam, kehrte 1782 nach Osnabrück zurück und heiratete 1786 Dorothea Beissner (1770–1850), die Tochter eines wohlhabenden Osnabrücker Tuchhändlers. Während der napoleonischen Kontinentalsperre, bei deren Verhängung Tenge durch einen Zufall über große Vorräte an Rohtabak verfügte, kam er zu einem ansehnlichen Vermögen. Tenge besaß bereits das Haus Krahnstraße 1, kaufte das daneben liegende Haus Krahnstraße 2 hinzu und ließ auf den Grundstücken ein Wohn- und Geschäftshaus errichten, wobei ein rückseitig liegendes Steinwerk erhalten blieb.
Im Erdgeschoss des dreigeschossigen Hauses mit Walmdach lagen das Kontor sowie Wirtschafts- und Verkaufsräume, im ersten Stock ein repräsentativer Saal, im Obergeschoss Wohn- und Lagerräume. Der Bankettsaal ist der einzige eines klassizistischen Hauses, der in Osnabrück erhalten ist. Der mittlere Teil der Fassade ist mit vier Pilastern verziert, über dem Eingang befindet sich ein Lorbeer-Feston, ein mit Palmenzweigen durchflochtener Lorbeerkranz unter dem Mittelfenster. Die Sandsteinfassade wurde mit Ölfarbe gestrichen, was zu ihrem Erhalt beitrug.

### Besitz der Familie David und Zwangsverkauf

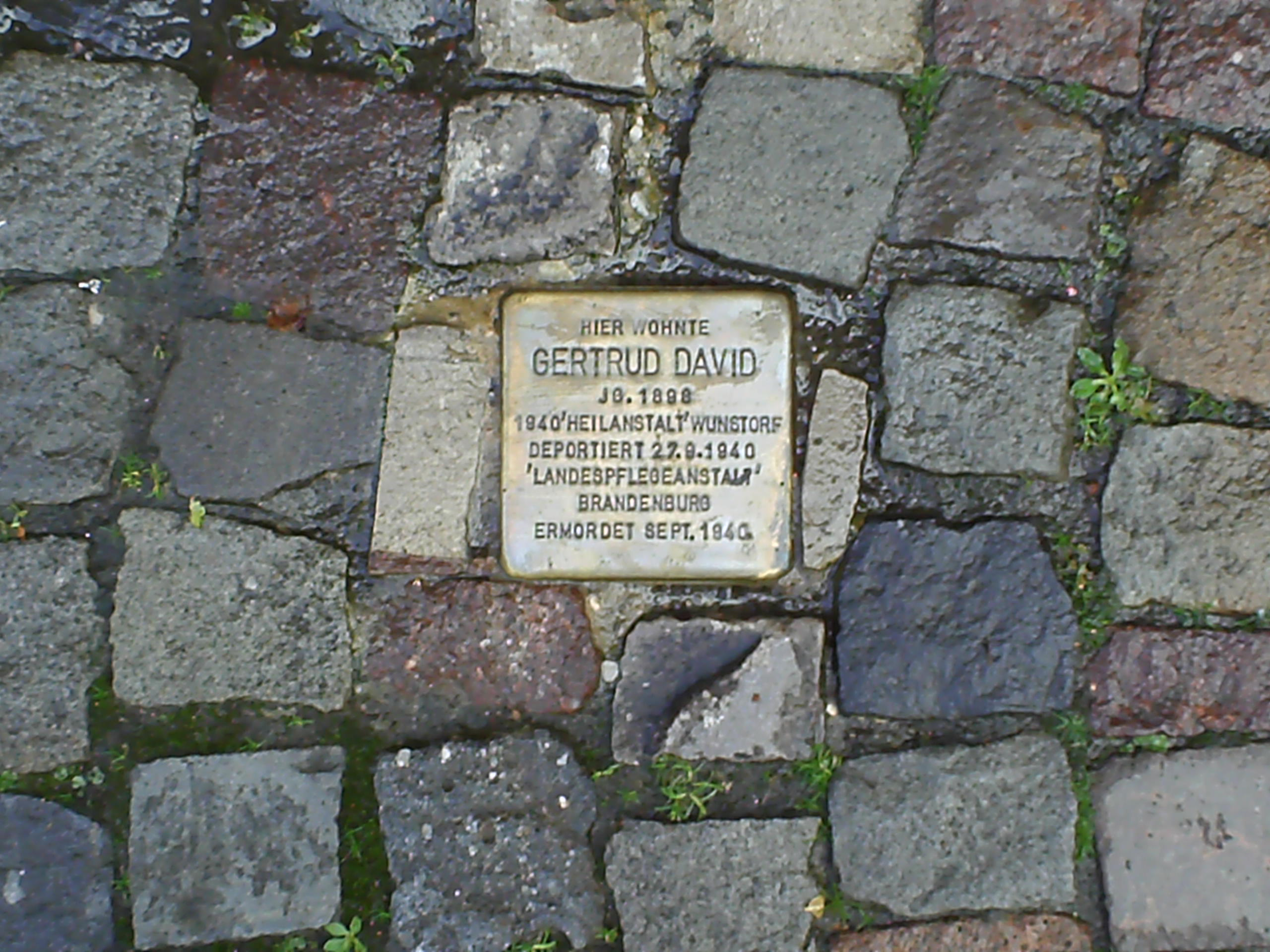
Stolperstein zur Erinnerung an Gertrud David

Drei Generationen der Familie Tenge lebten und wirtschafteten in dem Haus, bis es 1879 an Abraham und Levy David verkauft wurde, die darin das Geschäft Samson David für Damen- und Herrenkonfektion betrieben. Sie ließen im Erdgeschoss Schaufenster einbauen.
In der Zeit des Nationalsozialismus wurde ihr Nachkomme Otto David gezwungen, das Haus an die Stadt Osnabrück zu verkaufen. David wurde in ein Konzentrationslager gebracht, überlebte aber. Zur Familie David gehörte auch die 1898 geborene Gertrud David. Sie litt an Kinderlähmung und Epilepsie, wurde 1940 deportiert und im selben Jahr im Rahmen der NS-Krankenmorde in der NS-Tötungsanstalt Brandenburg vergast. An sie erinnert ein Stolperstein, den der Künstler Gunter Demnig am 30. März 2008 zu ihrem Gedächtnis vor dem Haus Tenge verlegte.
Die Stadt wollte das Haus Tenge für Verwaltungsbüros nutzen. Nach Beginn der Bombenangriffe auf die Stadt während des Zweiten Weltkriegs wurden darin jedoch Mieter untergebracht, die ihr Obdach verloren hatten. Auch das Dachgeschoss des Hauses Tenge wurde durch Bombardement beschädigt. Otto David, der durch die Folgen von Lagerzeit und Zwangsarbeit gesundheitlich stark beeinträchtigt war, erhielt das Haus nach Ende des Zweiten Weltkriegs zurück und verkaufte es 1960 an Wilhelm Dopjans.

### Renovierung und Nutzung als Möbelhaus

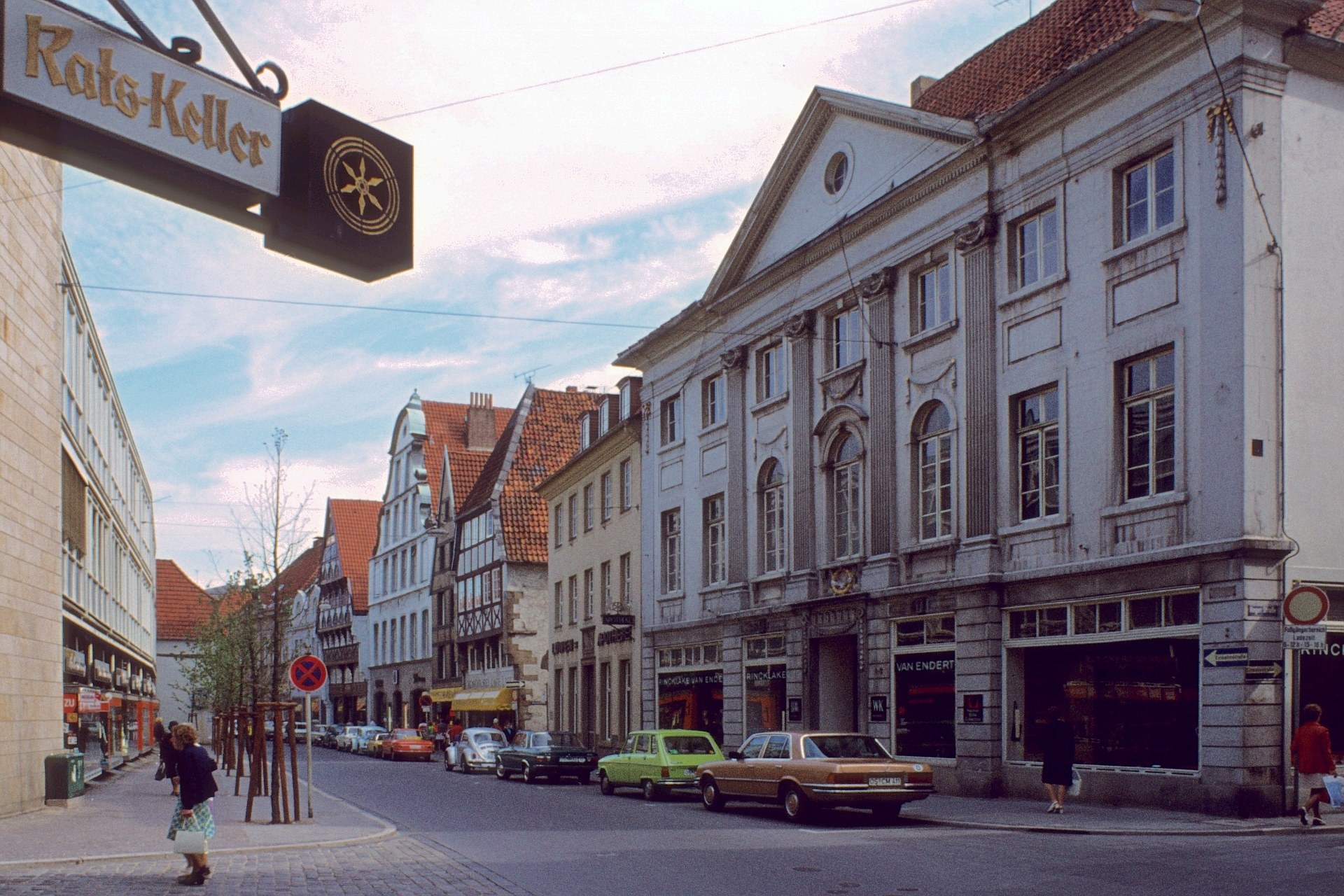
Haus Tenge als Möbelhaus (1974)

1963 wurde das Gebäude grundlegend renoviert. Von 1965 bis 1975 war es an Rinklake van Endert aus Münster vermietet, der es als Niederlassung seines Einrichtungshauses nutzte. Ein Möbelhaus betrieb anschließend auch die Firma Dopjans-Möllmann. Sie ließ den ursprünglichen Zustand weitgehend wiederherstellen, wobei die großflächigen Schaufenster im Erdgeschoss zurückgebaut wurden.

### Restaurant „la vie“ von 2002 bis 2018
Nachdem der Stahlmanager Jürgen Großmann 1988 als Sanierer der Georgsmarienhütte GmbH nach Osnabrück gekommen war und das Unternehmen 1993 für einen symbolischen Betrag gekauft hatte, suchte er nach einer Möglichkeit, sein Interesse an Spitzenküche mit einem eigenen Restaurant umzusetzen. Er kaufte das Restaurant „la vie“ an der Rheiner Landstraße gegenüber dem Heger Friedhof.
2002 zog das Restaurant in das Haus Tenge um. Der Bankettsaal wurde mit Werken des Malers Markus Lüpertz ausgestattet und der Koch Hans-Peter Engels nach Osnabrück geholt, der dem Restaurant den ersten Michelin-Stern und 17 Gault-Millau-Punkte verschaffte.
Nach einem Umbau im Jahr 2006 wechselte Großmann das Küchenteam aus. Thomas Bühner, der zuvor 14 Jahre lang Küchenchef des Restaurants „La Table“ im Casino Hohensyburg gewesen war und dort zwei Michelin-Sterne erkocht hatte, nahm seine Arbeit im Mai 2006 auf. 2007 erhielt das Restaurant „la vie“ den zweiten Stern. Im November 2011 wurde das Restaurant mit dem dritten Michelin-Stern ausgezeichnet. Im Gault-Millau hatte es zuletzt 19 Punkte.
Am 16. Juli 2018 gab die Georgsmarienhütte Holding GmbH bekannt, den Betrieb des Restaurants mit sofortiger Wirkung einzustellen. Die rund 30 Mitarbeiter hatten zwei Tage zuvor ihre Kündigungen erhalten. Grund dafür war nach Unternehmensangaben eine „organisatorische Neuausrichtung“ des Stahlunternehmens.

### Leerstand zwischen 2018 und 2021
Im Oktober 2018 wurde bekannt, dass das Haus nach der Schließung des „la vie“ von Heinrich W. Risken, dem Vorstandsvorsitzenden der heristo AG, gekauft wurde. Die Eröffnung eines neuen Restaurants im Frühjahr 2019 wurde angekündigt, dessen Leitung der frühere Küchenchef des „la vie“ Timo Fritsche übernehmen sollte. Risken entschied sich jedoch anders und schrieb das seit der „la vie“-Schließung leerstehende Restaurant im Mai 2019 zur Verpachtung aus.

### Leysieffer von 2021 bis 2024
Im Juni 2021 schloss die ortsansässige Confiserie Leysieffer ihr Stammhaus mit Konditoreiverkauf und Café-Bistro in der Krahnstraße, um in das Haus Tenge zu ziehen. Nachdem zum Weihnachtsgeschäft 2021 bereits der Verkaufsraum für Konditoreiprodukte eröffnet worden war, öffnete im Februar 2022 auch das Café-Bistro mit Veranstaltungssaal im Obergeschoss. Im Sommer 2024 verließ Leysieffer das Haus Tenge wieder. Der zuvor gastronomisch genutzte Bereich des Gebäudes steht seitdem wieder leer.